# Gmina Białaczów
Die Gmina Białaczów ist eine Stadt-und-Land-Gemeinde (gmina miejsko-wiejska) im Powiat Opoczyński der Woiwodschaft Łódź in Polen. Ihr Sitz ist die gleichnamige Stadt mit etwa 1500 Einwohnern. Sie erhielt zum 1. Januar 2024 ihre 1869 entzogenen Stadtrechte wieder, womit die gmina wiejska (Landgemeinde) zur gmina miejsko-wiejska wurde.

## Verkehr
Im Gemeindegebiet liegt der ehemalige Bahnhof Petrykozy an der Bahnstrecke Łódź–Dębica.

## Gliederung
Zur Stadt-und-Land-Gemeinde (gmina miejsko-wiejska) Białaczów gehören folgende Dörfer mit einem Schulzenamt (sołectwo):
Białaczów
Kuraszków
Miedzna Drewniana
Ossa
Parczów
Parczówek
Petrykozy
Radwan
Sędów
Skronina
Sobień
Wąglany
Zakrzów
Żelazowice